# پل بروکلین

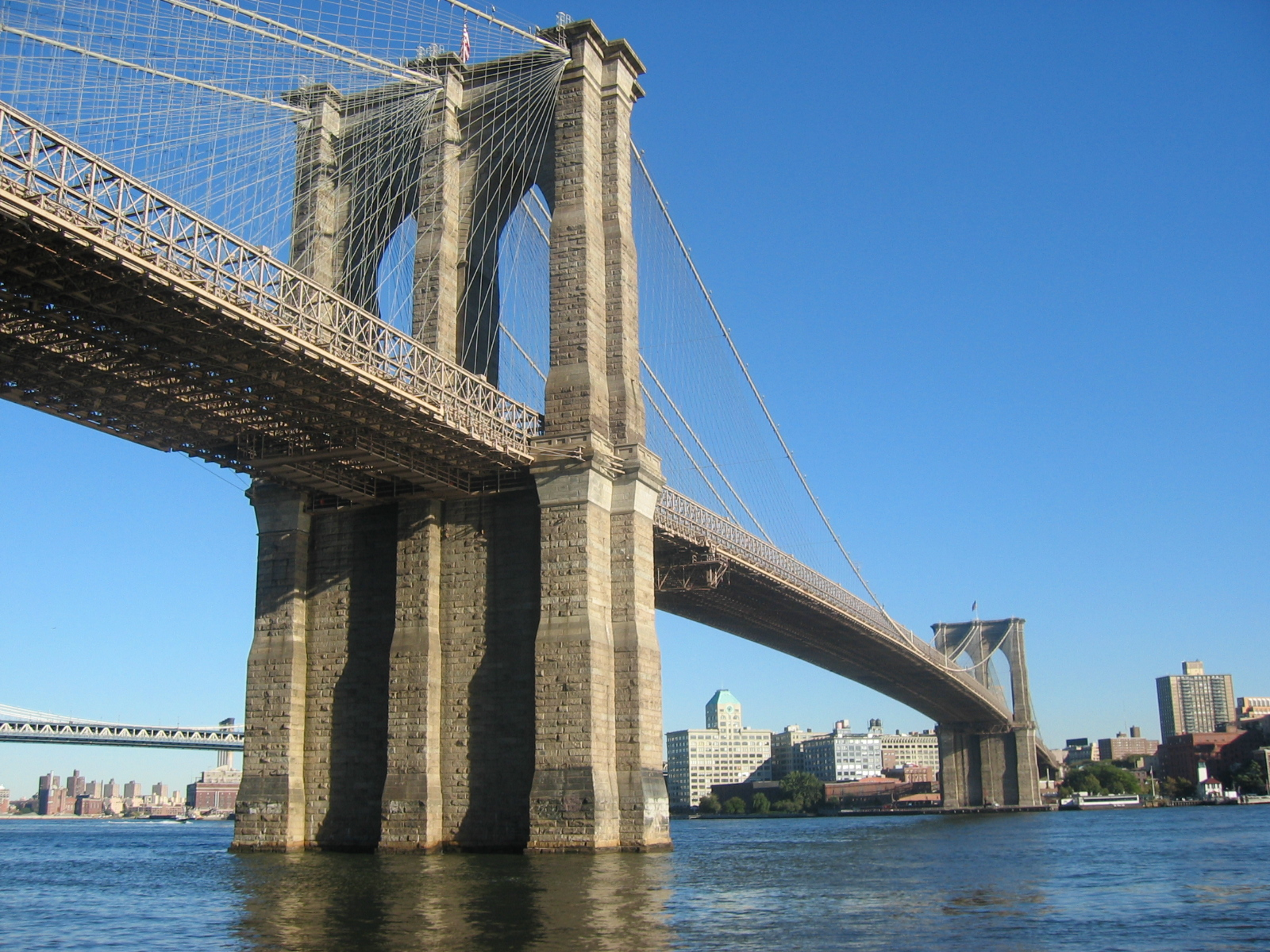

پل بروکلین (به انگلیسی: Brooklyn Bridge) یک پل ترکیبی معلق-کابلی در شهر نیویورک آمریکاست که بروکلین و منهتن را به هم متصل می‌کند.
کار ساخت این پل که از قدیمی‌ترین پل‌های معلق آمریکاست در ۳ ژانویه ۱۸۷۰ آغاز و در ۲۴ می ۱۸۸۳ به اتمام رسید. طراح این پل جان روبلینگ است. او پیش از پایان ساخت پل از دنیا رفت و واشینگتن روبلینگ، پسر او، کار پل را به پایان رساند. ارتفاع پایه‌های پل بیش از ۹۱ متر از سطح آب می‌باشد. از نظر معماری نوعی ایده‌برداری از دروازه‌های مصری است. این پل که بر روی رودخانه ایست ساخته شده‌، با دهانهٔ اصلی به طول ۴۸۶٬۳ متر و طول کلی ۱۸۲۵ متر و عرض ۲۶ متر، از زمان ساخت تا سال ۱۹۰۳ طولانی‌ترین پل معلق جهان بود. همچنین این پل اولین پل معلق جهان با کابل‌های فولادی است.

## نگارخانه

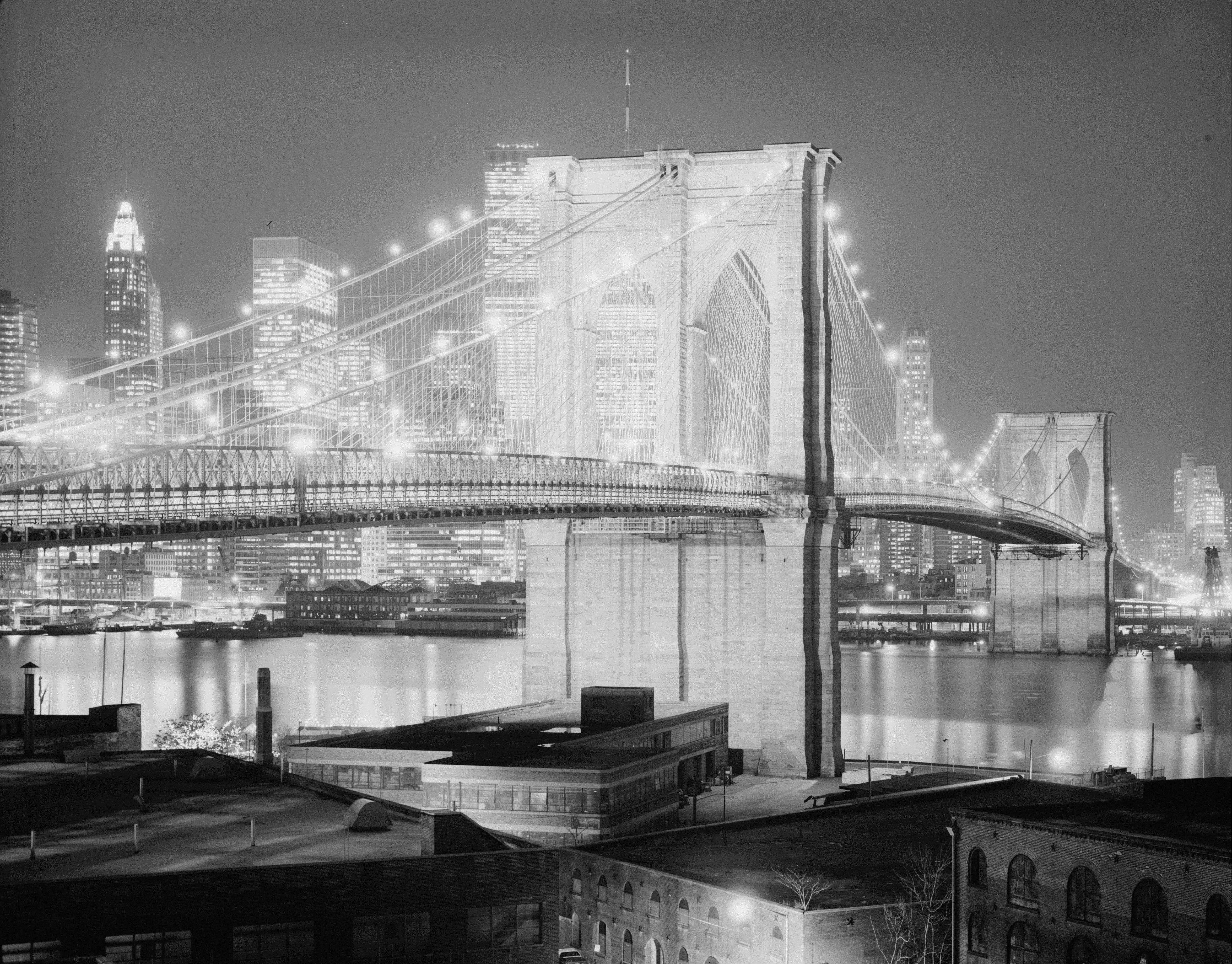
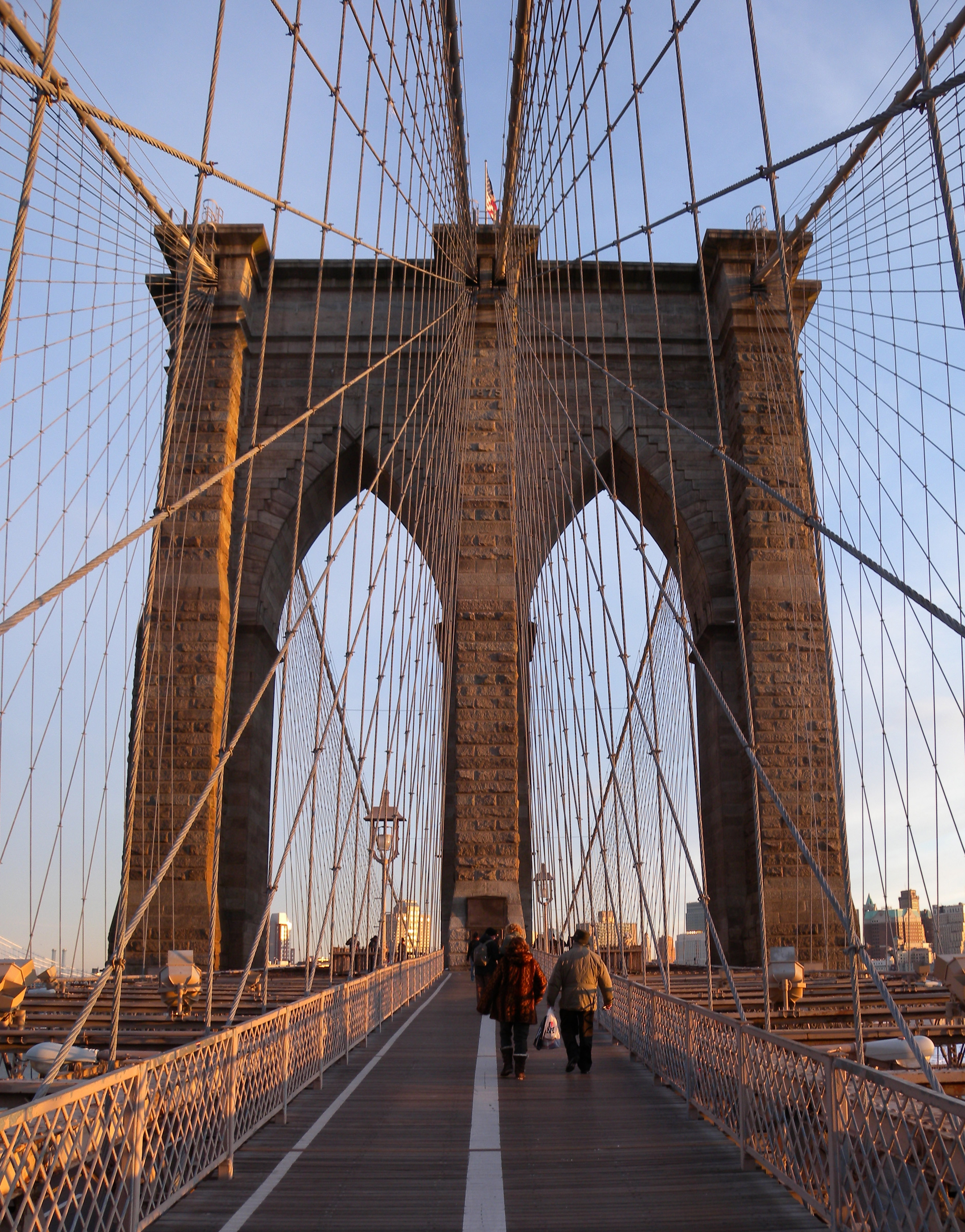